# نورمن چانی
نورمن چانی (انگلیسی: Norman Chaney; ۱۸ اکتبر ۱۹۱۴ – ۲۹ مه ۱۹۳۶) هنرپیشه اهل ایالات متحده آمریکا بود.